# Дейч Олександр Миколайович
Олександр Миколайович Дейч (19 (31) грудня 1899, Рені Ізмаїльського повіту Бессарабської губернії — 22 листопада 1986, Ленінград) — радянський астроном, учень С. К. Костинського.
Народився у місті Рені на лівому березі Дунаю в південній Бессарабії (нині — Одеська область). У 1923 році закінчив Ленінградський університет. Відтоді до кінця життя працював у Пулковській обсерваторії. З 1936 очолив групу з фотографічної астрометрії в астрофізичному відділі обсерваторії. Від вересня 1941 до лютий 1942 року виконував обов'язки директора обсерваторії. На початку війни керував евакуацією обсерваторії. Врятував багато інструментів, книг фонду бібліотеки та матеріалів склотеки обсерваторії, коли на вантажівці вивіз це все до вже блокованого Ленінграда. 1945 року призначений завідувачем відділу фотографічної астрометрії і зоряної астрономії і залишався на цій посаді до 1973 року. Одночасно був професором Ленінградського університету, в якому викладав від 1937 року.
Основні наукові роботи належать до фотографічної астрометрії і зоряної астрономії. Зробив великий внесок в одержання спостережуваного матеріалу з фотографічної астрометрії. Визначив власні рухи 18 000 зірок в обраних майданчиках Каптейна. Відкрив два невидимих супутники подвійної зорі 61 Лебедя з періодами 6 і 12 років. Зробив великий внесок у втілення ідеї Б. П. Герасимовича і М. І. Дніпровського про визначення абсолютних власних рухів з прив'язкою до галактик. Його програму, що викладена в доповіді на VIII з'їзді МАС в Римі, прийняли як міжнародну і діяли згідно з нею в багатьох обсерваторіях світу. Взяв участь в експедиціях зі спостереження повних сонячних затемнень (1927, 1936, 1945) і в двох експедиціях з визначення довгот Свердловська, Тбілісі (1930) і Архангельська (1932). 5 липня 1929 відкрив астероїд 1148 Rarahu. Взяв участь у вивченні унікального матеріалу спостереження сонячної корони під час сонячного затемнення 19 червня 1936. Автор понад 120 наукових праць. Один з авторів відомого «Пулковського курсу зоряної астрономії».
Президент Комісії № 24 «Фотографічна астрометрія» Міжнародного астрономічного союзу (1961–1966).
Малу планету 1792 Reni, яку відкрила Л. І. Черних 24 січня 1968 в Кримській астрофізичній обсерваторії, названо так на прохання Дейча на честь місця його народження.
Був людиною енциклопедично обізнаною, володів трьома європейськими мовами, добре грав на роялі. Хоча й був переконаним атеїстом, але негативно ставився до радянської влади з огляду на всі ті злочини до яких вона причетна. Мав своєрідне почуття гумору. 

## Наукові праці
- А. Н. Дейч и В. В. Лавдовский. Собственные движения 3188 звёзд в пяти специальных площадях Каптейна. Известия ГАО, № 141, 1947.
- А. Н. Дейч, В. В. Лавдовский, Н. В. Фатчихин. Каталог 1508 внегалактических туманностей в 157 площадках неба зоны от +90° до —5° склонения, избранных для определения собственных движений звёзд. Известия ГАО, № 154, 1955.